# Michael Londesborough
Michael Londesborough (* 1978 Londýn) je vědec britského původu, který se přistěhoval do Česka v roce 2002.
V roce 1999 absolvoval chemii na University of Leeds ve Velké Británii, v roce 2002 na stejné univerzitě získal titul Ph.D. Třikrát po sobě (v letech 2002, 2003 a 2004) vyhrál cenu pro české/slovenské mladé anorganické chemiky, spolupracuje na projektech s British Council v Praze, na popularizačních projektech Akademie věd ČR, České televize a Národního technického muzea. Věnuje se zejména zpřístupňování vědy široké veřejnosti, vyučování mladých lidí a posilování mezinárodních vztahů mezi mladými vědci (soutěž FameLab). Uváděl rubriku Michaelův experiment v televizním magazínu ČT PORT. Je držitelem mnoha vědeckých ocenění, v roce 2009 mj. jej AV ČR ocenila Medailí Vojtěcha Náprstka za popularizaci vědy.
Od roku 2002 provádí výzkum v Ústavu anorganické chemie AV ČR v Řeži, kde je v současné době (2022) pracovníkem oddělení syntéz. Michael Londesborough je autorem nebo spoluautorem 42 publikací v mezinárodních vědeckých časopisech, které jsou cca 500× citovány (s vyloučením autocitací). Jeho H-index je 12.